# Freddy Birset
Freddy Birset (Genk, 20 de enero de 1948 – 9 de marzo de 2021) fue un cantautor belga de chanson y música popular. Durante su carrera grabó algunos álbumes de estudio como músico solista, hizo parte de un trío musical y conformó la orquesta Metropole y la agrupación del acordeonista de origen italiano Rocco Granata.
Falleció el 9 de marzo de 2021 a los setenta y tres años.

## Discografía

### Álbumes
- La douce France (1992)
- Goede Dagen (1994)
- Music in the Air (1998)
- Mein französischer Traum (2002)
- Souvenirs de France (2003)
- Merci, ma vie - Souvenirs de France II (2004)
- Chansons à la carte XXL (2008)

Fuente:

### Sencillos
- "Et maintenant/What Now My Love" (Con Helmut Lotti; 2003)
- "Capri c'est fini" (2003)
- "Inch allah" (2003)
- "Donne-moi ta main" (2004)
- "Les heros de la route" (2005)
- "Bim bim" (2007)
- "Salut les amoureux" (Con Marijn Devalck; 2008)

Fuente: